# Голіруд (Канзас)
Голіруд (англ. Holyrood) — місто (англ. city) в США, в окрузі Еллсворт штату Канзас. Населення — 403 особи (2020).

## Географія
Голіруд розташований за координатами 38°35′15″ пн. ш. 98°24′43″ зх. д. / 38.58750° пн. ш. 98.41194° зх. д. (38.587400, -98.411967).  За даними Бюро перепису населення США в 2010 році місто мало площу 1,11 км², з яких 1,09 км² — суходіл та 0,02 км² — водойми.

## Демографія
Згідно з переписом 2010 року, у місті мешкало 447 осіб у 202 домогосподарствах у складі 128 родин. Густота населення становила 402 особи/км².  Було 259 помешкань (233/км²).
Расовий склад населення:
| - 97,1 % — білих - 0,4 % — корінних американців - 0,2 % — азіатів |

До двох чи більше рас належало 2,0 %. Частка іспаномовних становила 0,7 % від усіх жителів.
За віковим діапазоном населення розподілялося таким чином: 21,9 % — особи молодші 18 років, 54,6 % — особи у віці 18—64 років, 23,5 % — особи у віці 65 років та старші. Медіана віку мешканця становила 49,4 року. На 100 осіб жіночої статі у місті припадало 90,2 чоловіків;  на 100 жінок у віці від 18 років та старших — 88,6 чоловіків також старших 18 років.
Середній дохід на одне домашнє господарство  становив 66 942 долари США (медіана — 46 500), а середній дохід на одну сім'ю — 88 331 долар (медіана — 58 750). За межею бідності перебувало 9,0 % осіб, у тому числі 6,0 % дітей у віці до 18 років та 8,4 % осіб у віці 65 років та старших.
Цивільне працевлаштоване населення становило 184 особи. Основні галузі зайнятості: сільське господарство, лісництво, риболовля — 20,1 %, виробництво — 15,8 %, освіта, охорона здоров'я та соціальна допомога — 15,2 %.